# European Law Students' Association
The European Law Students' Association (ELSA) is een netwerk van rechtenstudenten, verspreid over 44 landen en meer dan 300 universiteitssteden in heel Europa. Lidmaatschap staat open voor rechtenstudenten van alle studierichtingen.
ELSA kent een hiërarchische structuur met als hoogste orgaan ELSA International. In ieder EU-land is vervolgens een nationaal bestuur dat toezicht houdt op de lokale ELSA-groepen (Local Groups). ELSA the Netherlands heeft op dit moment acht Local Groups: Amsterdam, Groningen, Leiden, Maastricht, Nijmegen, Rotterdam, Tilburg en Utrecht, die gezamenlijk ongeveer 2.500 leden tellen.
ELSA heeft door de jaren heen een speciale status weten te bemachtigen in een aantal internationale instituties. Zo heeft ELSA een adviesstatus bij verschillende organen van de Verenigde Naties; in 1997 bij de UN ECOSOC (United Nations Economic and Social Council) en bij UNCITRAL (UN Commission on International Trade Law). In 1994 had ELSA een adviesstatus in Category C bij de UNESCO. Bovendien heeft ELSA sinds 2000 een adviesstatus (ook wel Participatory Status) bij de Raad van Europa. Verder heeft ELSA een co-operation agreement met de UNHCR. In oktober 2005 wist ELSA een Observer Status te bemachtigen bij the World Intellectual Property Organization (WIPO).

## Geschiedenis
ELSA werd opgericht op 4 mei 1981 in Wenen door studenten uit Polen, Oostenrijk, Hongarije en West-Duitsland. Het idee hierachter was om internationale contacten te stimuleren en wederzijds begrip te creëren onder rechtenstudenten aan beide kanten van het IJzeren Gordijn.
In een zeer kort tijdsbestek groeide de belangstelling voor ELSA en kreeg de vereniging ook voet aan grond in Noord-Europa. De meeste internationale bestuursvergaderingen vonden destijds dan ook plaats in Kopenhagen en Helsinki, terwijl het International Office (hoofdkantoor van ELSA) in 1984 in Oslo werd gesitueerd.
In 1986 was ELSA actief in negen landen en werd tevens vormgegeven aan de eerste commissies die tot op de dag van vandaag nog bestaan in de lokale ELSA-groepen:
Seminars and Conferences is vrijwel direct ontstaan na ELSA's eerste internationale seminar, dat plaatsvond in Tannenfelde, Duitsland.
Scientific Activities (nu Academic Activities) ontstond uit het idee om juridische kennis te verspreiden onder het ELSA-netwerk. Tevens draagt deze commissie zorg voor het European Yearbook of Law, waarin zowel docenten als studenten juridische artikelen publiceren. In de lokale ELSA-groepen organiseert de Academic Activities-commissie veelal de studiereizen en andere uitstapjes naar bijvoorbeeld het Europees Parlement in Brussel of advocatenkantoren.
Het Short-Term Exchange Programme (nu STEP oftewel Student Trainee Exchange Programme) kwam voort uit het Canadian Training Programme. In 1984 en 1985, vertrokken hiertoe 13 student-stagiaires uit 8 verschillende landen naar Canada om aldaar stage te lopen. Op de internationale bestuursvergadering in Groningen van 1984 is hiervoor de afkorting STEP aangenomen. Thans heeft STEP een groot aanbod in stageplaatsen in diverse EU-landen.
In 1991 had ELSA zich uitgebreid in maar liefst 30 landen. Tevens legde de vereniging contact met de International Law Students' Association (ILSA), de Amerikaanse variant van ELSA. Op 12 oktober 1992 werd ELSA's filosofie vastgesteld tijdens de internationale bestuursvergadering in Brussel. Sinds die dag streeft ELSA middels haar activiteiten naar "a just world in which there is respect for human dignity and cultural diversity" (vertaald: een eerlijke wereld waar ruimte is voor menselijke waardigheid en culturele diversiteit).
In 1993 verplaatste het International Office van Oslo naar een meer centrale plaats in Europa, namelijk Brussel. Al snel bleek het kleine kantoortje aan de Rue Defacqz te klein te zijn, reden waarom men uitweek naar het zogenaamde ELSA House. Alhier wonen en werken de zeven leden van het Internationale ELSA-bestuur.
In 1995 groeide het aantal STEP-stagiaires naar 400 en zijn er over de verschillende landen 35 seminars georganiseerd. Internationale ELSA-bijeenkomsten konden voortaan rekenen op zo'n 250 participanten afkomstig uit 30 landen. Ook intensiveerde ELSA in deze tijd haar connecties met de Verenigde Naties en de Europese Unie.
Na de vele uitbreidingen in de jaren 90 heeft de vereniging zich de laatste jaren meer gefocust op het consolideren en verbeteren van het interne netwerk. In 2002/2003 vond de eerste editie plaats van de ELSA Moot Court Competition. Dit jaarlijkse evenement is thans uitgegroeid tot het paradepaardje van de vereniging, waarbij de laatste hoorzittingen telkens plaatsvinden in Genève.